# Kittitas County
Kittitas County är ett administrativt område i delstaten Washington i USA. År 2010 hade countyt 40 915 invånare. Den administrativa huvudorten (county seat) är Ellensburg.

## Geografi
Enligt United States Census Bureau har countyt en total area på 6 042 km². 5 949 km² av den arean är land och 93 km² är vatten.

### Angränsande countyn
- Chelan County - nord
- Douglas County - nordöst
- Grant County - öst
- Yakima County - syd
- Pierce County - väst
- King County - nordväst

### Samhällen
- Cle Elum
- Easton
- Ellensburg (huvudort)
- Kittitas
- Ronald
- Roslyn
- Snoqualmie Pass
- South Cle Elum
- Thorp
- Vantage